# 아오키 레이카
아오키 레이카(일본어: 青木 れいか, 한국명: 한설희)는 토에이 애니메이션 제작의 애니메이션《스마일 프리큐어!》에 등장하는 가공의 인물이다. 애니메이션에서 목소리를 연기한 성우는 일본판은 니시무라 치나미, 한국판은 이지현이다.

## 프로필
※ 일본판 / 한국판 順
| 아오키 레이카 / 한설희 | 아오키 레이카 / 한설희                                                        |
| ---------------------- | ----------------------------------------------------------------------------- |
| 성별                   | 여자                                                                          |
| 신분                   | 학생                                                                          |
| 소속                   | 나나이로가오카 중학교 / 무지개 중학교 학생부회장 → 학생회장 궁도부            |
| 가족관계               | 할아버지(아오키 소타로), 아버지, 어머니(아오키 시즈코), 오빠(아오키 쥰노스케) |
| 변신명                 | 큐어 뷰티(Cure Beauty)                                                        |
| 퍼스널 컬러            | 파란색                                                                        |
| 속성                   | 얼음                                                                          |
| 등장 프리큐어 시리즈   | 스마일 프리큐어!                                                              |

## 인물소개
나나이로가오카 중학교 2학년생인 소녀로 호시조라 미유키네 학급 반장이며, 남색의 히메컷을 하고 있다. 학생회 부회장도 맡고 입학이래 전교 1등을 놓치지 않는 우등생. 궁도부 동아리 소속.
똑똑하고 책임감 강하며 사려깊은 성격으로 학생들의 존경의 대상이다. 미유키 왈 '물의 요정님' 같은 사람.
가족은 서예가 할아버지와 일본화가 아버지, 어머니, 오빠가 있는 명문 아오키 가문의 영애로 넓은 마당있는 큰 일옥에 산다. 고풍스럽고 엄숙한 집안에서 자라와서 항상 예의범절이 바르고 절제되어있으며 유행에는 다소 생소해하는 면이 있다.
통찰력이 높고 이해가 빠르며 참을성이 강하다. 또 암기력이 매우 좋다.
매사 진지하고 공부를 비롯해 모든 일에 성실하게 임한다. 항상 이성적이고 차분하지만 부도덕함은 참지못하는 정의감이 넘치는 성격이다. 당당한 성격으로 어떤 상황에도 당황하지 않고 동요되지 않지만 한번 화나게 하면 무서우며 화가 나도 냉정한 편으로 눈빛과 말투만 차갑고 매섭게 변한다.
미유키로부터 프리큐어 스카우트 제의를 받지만 낭독회 준비로 바빠서 정중히 거절한다. 학생회장이 감기에 걸려 회장 대신 지휘를 맡게 되었다. 그리고 미유키와 친구들은 자신을 도와 낭독회를 돕겠다고 나선다. 혼자서 책임지려했지만 도와달라는 말도 없이도 자진해서 최선을 다해 도와 준 미유키와 친구들에게 고마움을 느낀다. 그리고 낭독회 날, 마죠리나가 갑자기 나타나 훼방시키며 난동부리자 이에 화가 나서 마죠리나 앞을 막아서고 학생회 부회장으로서 이를 용납하지 않겠다고 당당히 맞서자 빛이 생성되면서 큐어 데콜을 얻고 물과 얼음의 프리큐어 큐어 뷰티로 각성한다.
이름인 레이카는 한자로 麗華로 쓰며 "꽃처럼 아름다운 마음을 가지라"는 의미에서 할아버지가 지어준 것이다.
미도리카와 나오와는 소꿉친구 사이로, 평소 그녀가 보여주지 않는 부분까지 자세하게 알고 있다. 메르헨 랜드의 요정인 캔디하고도 서로 고민을 주고받기도 할 정도로 사이가 각별하다.

## 큐어 뷰티
"소복이 쌓이는 맑고 깨끗한 마음!! 큐어 뷰티!" (しんしんと降り積もる清き心! キュアビューティ!!)
얼음의 프리큐어로 변신한 모습. 이미지 색은 파란색.
특징
다크 블루에서 파스텔 블루로 바뀌며 단발머리를 기반으로 어깨에 걸릴 정도의 길이의 옆머리와 무릎까지 닿는 4가닥의 뒷머리로 구성되어 있다. 전투복의 기본 색상은 군청빛 파란색이며 구조는 큐어 해피와 비슷하게 뒤에 연미복 형태로 구성되며 소매나 리본 등이 나풀거리듯 늘어져있어 전체적으로 우아한 분위기를 자아낸다. 변신씬은 부드러우면서도 절제된 간결한 움직임이 특징.
전투 스타일
처음 변신했을 때에도 자신의 능력을 즉시 파악하여 전투를 유리하게 진행하고 아칸베를 격퇴시킨다. 침착한 판단력과 풍부한 지식을 활용해 상대의 손아귀를 읽어 약점을 찌르는 두뇌전이 특기. 무술의 소양도 있어 격투전도 비범하며, 앞뒤생각안하고 무작정 돌진하는 써니나 마치와 달리 상대와 공격을 주고 받으면서 테크니컬하게 싸운다. 그 실력은 조커 왈 '프리큐어의 중심"이라고 평가 받는다. 냉기를 이용하여 손을 닿아 바로 얼려버리거나 얼음의 검과 방패를 만들어 직접들고 싸우기도 한다.
필살기
- 프리큐어 뷰티 블리자드[6]
- 프리큐어 뷰티 블리자드 애로우

## 기타
- 한국판 성우인 이지현은 전작인 Yes! 프리큐어5에 이어서 프리큐어 시리즈 주연급 캐릭터에 연속으로 캐스팅된 최초의 한국 성우가 되었다. 프리큐어5에서는 큐어 레모네이드를 연기했으며, 하트캐치 프리큐어!에서는 요정 시프레와 적 간부인 다크 프리큐어를 연기했다.
- 일본판 성우인 니시무라 치나미는 Yes! 프리큐어5 극장판에서 적이 만든 큐어 드림의 복제 캐릭터인 다크 드림을 연기했다.
- Yes! 프리큐어5의 큐어 아쿠아와 5번째 파란색 프리큐어, 물계통 속성[7] 활잡이, 아가씨, 학생회장, 엄친딸, 참모계 등 비슷한 점이 많아서 자주 엮인다. 차이점이라면 카렌은 중학교 3학년에다 5화에 변신실패해서 6화에 변신했지만 레이카는 중학교 2학년이고 무사히 5화에 변신했다.
- 초대의 유키시로 호노카와도 유사한 면을 보이는데, 둘 다 일본식 가옥에 거주하는 전통 규수로서 어두운 남색계통의 머리를 지닌 미소녀이고 전교1등의 우등생, 규칙바른 모범생 겸 반장이며 평소에는 부드러운 편이지만 화가 나면 무서워진다는 점, 청순한 스타일에 정의감 넘치고 단호한 성격 등등에서 공통점이 많다. 다만 좀더 여리고 순수한 이미지를 부각시킨 호노카와는 달리 레이카는 좀더 믿음직하고 이성적인 면모를 부각시켰다는 차이점이 있다.